# والتر ماتا
والتر ماتا (بالألمانية: Walter Mathä)‏ (مواليد 25 سبتمبر 1914) هو ملاكم نمساوي، مثّل بلاده في الألعاب الأولمبية الصيفية 1936.

## روابط خارجية
والتر ماتا على موقع أوليمبيديا (الإنجليزية)